# Tvrzené sklo

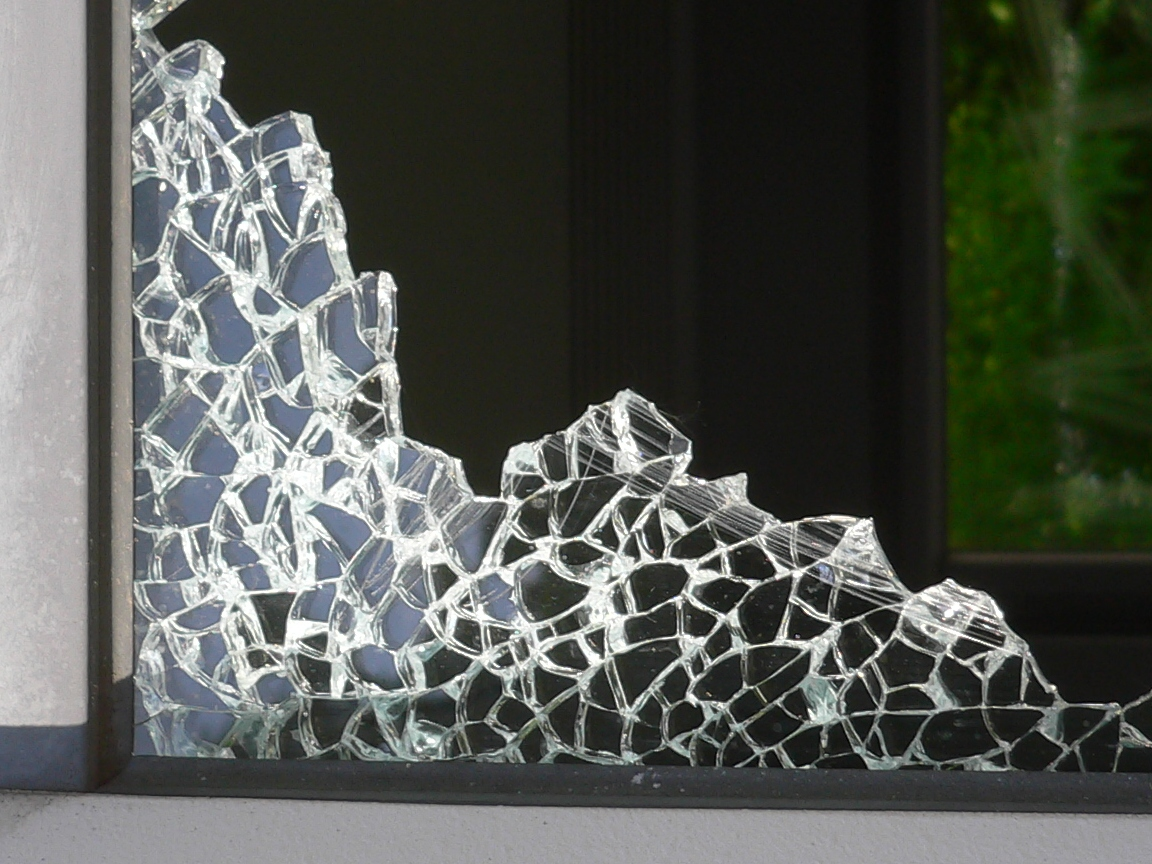
Rozbité tvrzené sklo vytvoří neostré kvádříkové střepy

Tvrzené sklo (nebo také ESG z německého Einscheiben-Sicherheitsglas – „tvrzené bezpečnostní sklo“) je speciální bezpečnostní sklo, které se používá například jako výplň dveří, sklo oken automobilů apod. Vyrábí se kalením.

## Výroba tvrzeného skla
Proces kalení spočívá v ohřátí skla na teplotu převyšující 600 °C (obvyklá je teplota kolem 620 °C) a následném prudkém ochlazení proudícím vysokotlakým vzduchem. Tím se během několika sekund ochladí povrch skla, ale vnitřní část zůstává teplá. Sklo tak získá vnitřní napětí, a tím i lepší vlastnosti. Alternativou ke kalení je chemické tvrzení, které je však dražší a náročnější na výrobu.

## Vlastnosti
Vnitřní tažné pnutí uvnitř dává vzniknout tlakovému napětí na povrchu. Takto vzniklé sklo má vysokou pevnost v ohybu, velkou odolnost proti nárazům, tepelnou i chemickou odolnost a unese také větší zátěž. V případě rozbití se sklo rozpadne na malé neostré střípky a tím se výrazně sníží pravděpodobnost poranění o střepy.
Tvrzené sklo je třeba ořezat do požadovaného tvaru a rozměrů ještě před samotným kalením, po něm by mohlo opracovávání zhoršit jeho vlastnosti, případně i rozstříštění skla. Problémem kaleného skla jsou také povrchové vlny, které vznikají během výroby.

## Použití
Některé parametry tvrzeného skla se kvůli různému použití mohou lišit. Jde zejména o tloušťku skla – nejsilnější je pochozí sklo, jehož tloušťka se pohybuje obvykle kolem tří centimetrů, pro skleněné dveře se používá tvrzené sklo o tloušťce 8–10 mm, u jen částečně prosklených dveří i jen 4 mm, u zábradlí a markýz je rozpětí mezi 8 a 22 mm.
Kalené bezpečnostní sklo se používá všude tam, kde jsou kladeny velké nároky na bezpečnost. Užívá se pro prosklené výplně dveří, zastávky MHD, zástěny pro sprchové kouty, vnitřní police skříní, celoskleněné dveře a stěny, boční skla automobilů nebo mantinely hokejových hřišť. U prostředků hromadné dopravy (autobusy, vlaky, tramvaje) slouží okna z tvrzeného skla jako únikové východy. Kvůli dobrým tepelným vlastnostem se tvrzené sklo používá také pro kuchyňské účely.
Tvrzené sklo se využívá také jako jedna z technologií ochrany displeje mobilních telefonů, na které se lepí jako velmi tenká ochranná vrstva o tloušťce méně než půl milimetru. Existují různé modely (2D, 2,5D a 3D) rozlišené podle tvaru a krytého povrchu displeje